# Kênh Bystry
Kênh Bystry (tiếng Ba Lan: Kanał Bystry, [ˈkanau̯ bɨstrɨ]), là một kênh trung chuyển cho Kênh Augustów được xây dựng trong thế kỷ 19 tại Podlaskie Voivodeship của miền đông bắc Ba Lan ngày nay (sau đó là Voivodeship của Vương quốc Ba Lan).

## Lịch sử
Kênh đào được xây dựng vào những năm 1834-1835. Mục đích chính là thoát nước thừa từ Kênh Augustów. Kênh Bystry được kết nối với đập sông Netta với lưu lượng nước tối đa: 95 m3 (3.400 ft khối)  mỗi giây. Kênh đào chảy vào phía bắc của hồ Sajno. Kênh được sử dụng như một đường mòn để chèo thuyền, và đôi khi được những người câu cá thường xuyên lui tới. Trên bờ là một số loài chim sống dưới nước như thiên nga, vịt, cũng như các động vật thuộc họ chim lặn -.

## Cơ sở hạ tầng kênh

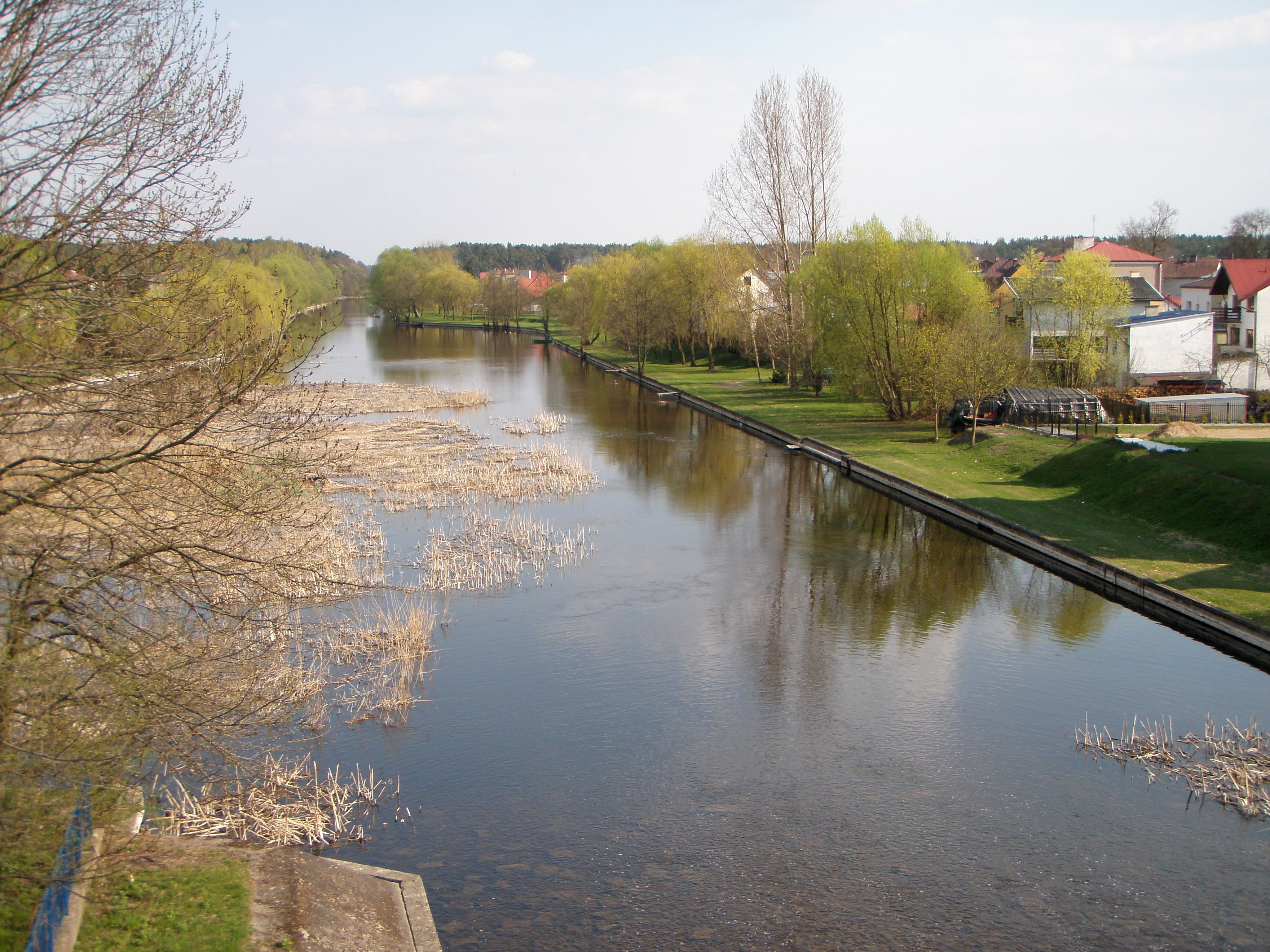
Kênh Bystry ở khu vực ngoại ô của Augustów

Kênh là một kênh suối khá sống động lúc ban đầu. Ngay bên dưới đập, và cây cầu 29 Listopada Street (địa chỉ ở Quốc lộ 8, Quốc lộ 16 và tuyến châu Âu E67) bắc qua kênh, đồng thời là một loạt các bãi cát và đá với chiều rộng khoảng 40 m (130 ft). Một con đường được đặt theo tên của Ludwik Waryński, một nhà hoạt động và nhà lý luận của phong trào xã hội chủ nghĩa ở Ba Lan, chạy dọc theo bờ phải của kênh đào. Có một số ngôi nhà dọc theo mép nước với một số bến cảng nhỏ dành cho thuyền và để câu cá.
Sau khi chảy được 200 m (660 ft) kênh trở nên sâu hơn, 50 đến 60 cm (20 đến 24 in), và thay đổi từ một con kênh đô thị thành một con kênh ngoại ô, đặc biệt là sau khi chảy đến hai bên của rừng thông. Tại 1 km (0,62 mi)  đánh dấu con kênh bắc qua đường Bohaterów Westerplatte (Voivodeship Road 664) chạy từ Augustów về phía đông nam tới biên giới Belarus gần Hrodna, Belarus. 

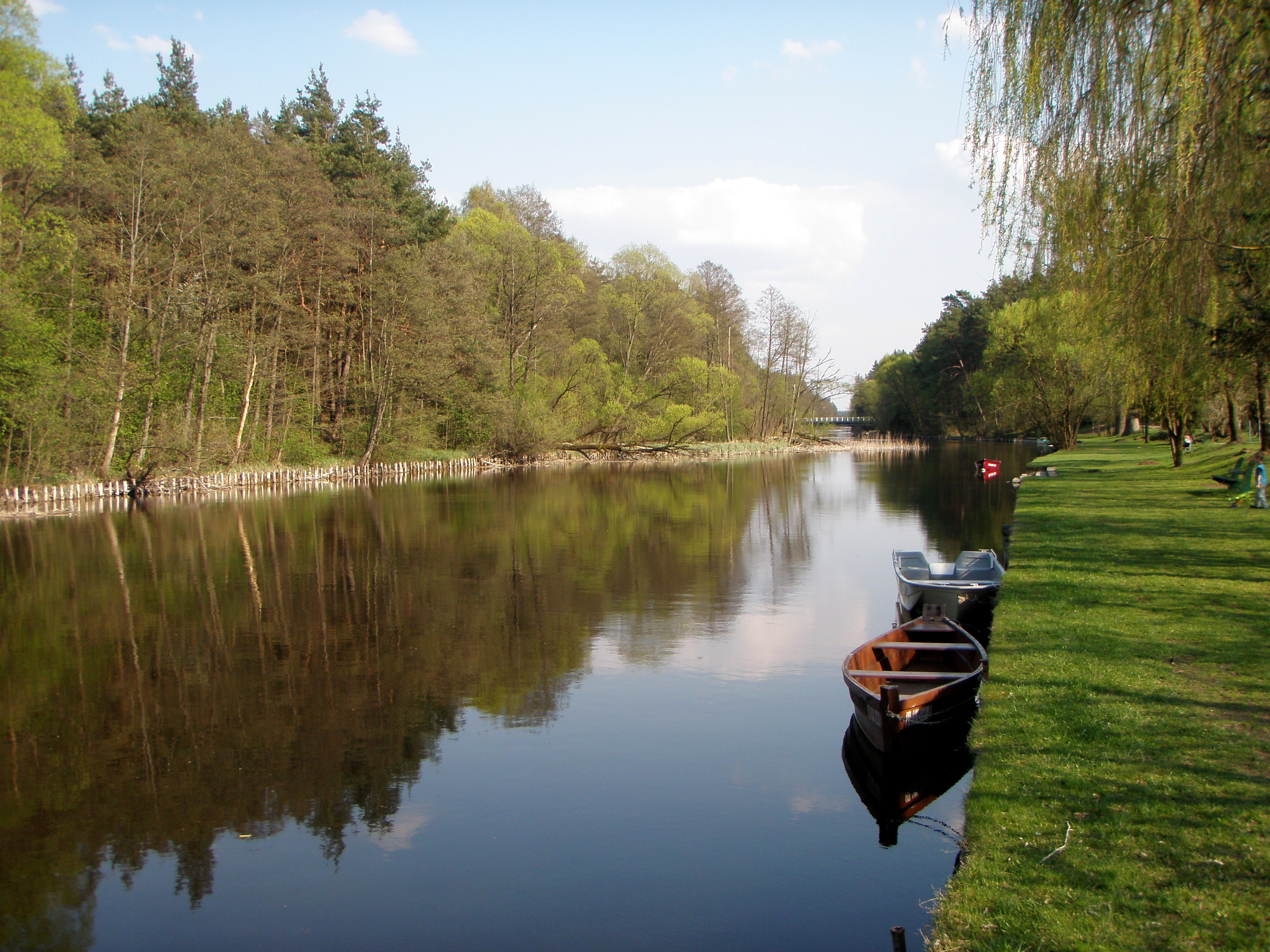
Kênh Bystry trong khu vực có rừng gần Augustów

Tiếp theo, con kênh đi qua một khu rừng của cây vân sam, cây thông và thỉnh thoảng mọc lên trên mặt nước những câu Tống quán sủ và cây liễu. Ở đây và trên các bờ, đặc biệt là bờ bên trái, là một nơi khô ráo, thoải mái để nghỉ ngơi và các hoạt động cắm trại ngoài trời.
2 km (1,2 mi)  đánh dấu con kênh là cửa sông Sajno với bờ hồ giữa đám lau sậy.

Ở cuối kênh, bờ khá cao, dễ tiếp cận, có nơi để nghỉ ngơi. Ở cửa bên phải có một bến cho thuyền đánh cá. 

## liên kết ngoài
- Hình ảnh trước năm 1939 (Narodowe Archiwum Cyfrowe) (tiếng Ba Lan)
- Zdjęcie 1, Zdjęcie 2 (tiếng Ba Lan)